# Riocavado de la Sierra
Riocavado de la Sierra là một đô thị trong tỉnh Burgos, Castile và León, Tây Ban Nha. Theo điều tra dân số 2004 (INE), đô thị này có dân số là 71 người.